# Мишлятицька сільська рада
| Мишлятицька сільська рада — колишній орган місцевого самоврядування у Мостиському районі Львівської області з адміністративним центром у с. Мишлятичі. Історична дата утворення: в 1940 році. Сільській раді підпорядковані населені пункти: - с. Мишлятичі - с. Ганьковичі - с. Конюшки - с. Липки - с. Тамановичі - с. Толуковичі |

## Склад ради
Рада складається з 16 депутатів та голови.

### Керівний склад ради
| ПІБ                    | Основні відомості                                                 | Дата обрання | Дата звільнення |
| ---------------------- | ----------------------------------------------------------------- | ------------ | --------------- |
| Ящишин Петро Йосипович | Сільський голова, 1981 року народження, освіта                    | 26.03.2006   | 31.10.2010      |
| Ящишин Петро Йосипович | Сільський голова, 1981 року народження, освіта вища, безпартійний | 31.10.2010   |                 |

Примітка: таблиця складена за даними джерела